# Allegro Grandi
Pour les articles homonymes, voir Grandi.
Allegro Grandi, né le 17 janvier 1907 à San Pietro in Casale dans la province de Bologne et mort le 23 avril 1973 à Caracas au Venezuela, est un coureur cycliste italien de l'entre-deux-guerres. 

## Biographie
Champion du monde sur route amateurs en 1928, Allegro Grandi a été troisième et vainqueur d'étape du Tour d'Italie 1930.
En 1934, il émigre au Venezuela et continue à courir jusqu'en 1946, devenant notamment à trois reprises champion du Venezuela. Il se suicide dans son magasin de vélo à Caracas en 1973.

## Palmarès
- 1924
  - 3e de la Coppa Appennino
- 1926
  -  Champion d'Italie sur route amateurs
  - 5e du championnat du monde sur route amateurs
- 1927
  - Tour de Romagne
  - Coppa Cavacciocchi
  - Coppa Santagostino
  - Coppa Mussolini
  - 2e de la Coppa Bernocchi
  - 3e du Tour d'Émilie
  - 3e de la Coppa Caivano
- 1928
  -  Champion du monde sur route amateurs
  - 2e de la Coppa Placci
  - 2e du Tour de Lombardie
  - 4e de la course en ligne aux Jeux olympiques
- 1929
  - Coppa Bernocchi
  - Tour d'Émilie
  - 3e du Tour de la province de Reggio de Calabre
  - 3e de Milan-Modène
  - 3e des Trois vallées varésines
  - 6e du Tour d'Italie
- 1930
  - Turin-Bruxelles[2]
  - 6e étape du Tour d'Italie
  - Grand Prix du Centenaire :
    - Classement général
    - 1re étape

  - 3e du championnat d'Italie sur route
  - 3e du Tour d'Italie
  - 3e de la Coppa Caivano
- 1932
  - 7e du Tour de Catalogne
- 1933
  - Predappio-Rome :
    - Classement général
    - 2e étape

  - 5e du Tour d'Italie

## Résultats sur les grands tours

### Tour d'Italie
7 participations
- 1927 : abandon
- 1929 : 6e
- 1930 : 3e, vainqueur de la 6e étape
- 1931 : 28e
- 1933 : 5e
- 1934 : abandon (7e étape)
- 1935 : abandon (9e étape)

### Tour de France
1 participation
- 1933 : abandon (7e étape)